# Вельяминов, Александр Николаевич
Алекса́ндр Никола́евич Вельями́нов (26 марта 1863, Санкт-Петербург, Российская империя — между 1940 и 1946, Брюссель, Бельгия) — российский чиновник, статский советник (с 1903). Минский вице-губернатор в 1895—1904 гг., ставропольский губернатор в 1904—1905 годов.

## Биография
Александр Николаевич — представитель рязанской ветви рода Вельяминовых. Он родился в семье командира лейб-гвардии Павловского полка генерал-майора Николая Николаевича Вельяминова (1821—1892) и Натальи Сергеевны (1841—1864), дочери генерал-лейтенанта Сергея Петровича Озерова.
В возрасте семи лет был зачислен в пажи «высочайшего двора». По окончании курса в Николаевском кадетском корпусе прикомандирован к Пажескому корпусу в 1882 году. В 1884 по экзамену произведён в прапорщики лейб-гвардии Преображенского полка. В том же году произведён в подпоручики. Однако военной карьере А. Н. Вельяминов предпочёл гражданскую службу: в 1887 году он был зачислен в запас гвардейской пехоты и назначен младшим чиновником особых поручений при минском губернаторе. В 1888 «переименован» в соответствующий гвардейскому подпоручику гражданский чин коллежского секретаря, а в следующем году произведён в титулярные советники.
В 1891—1895 служил штатным чиновником особых поручений при московском генерал-губернаторе великом князе Сергее Александровиче.
С 1895 по 1904 годы был минским вице-губернатором. В 1903 произведён в статские советники. В 1904 и 1905 — в должности ставропольского губернатора. Приказом от 20 ноября 1904 года назначен почётным мировым судьёй округа Ставропольского окружного суда. После событий 7 июля 1905 года (войска расстреляли толпу, требовавшую выдать на расправу укрывшихся в церкви старообрядцев) несмотря на усилия по мирному разрешению конфликта под давлением общественности был отстранён от должности и отдан под суд, однако оправдан. В октябре 1905 года по собственному прошению был уволен с должности губернатора с причислением к Министерству внутренних дел, а в 1906 приказом по министерству уволен со службы, также по собственному прошению.
После ухода со службы А. Н. Вельяминов проживал в своём имении Нижняя Тощица в Рогачёвском уезде Могилёвской губернии.
Около 1923 года Вельяминов вместе с женой эмигрировал в Бельгию к своей дочери Наталии Оболенской, уехавшей туда с семьёй ранее.

## Семья
А. Н. Вельяминов был женат дважды. Его первая жена (с 1888) — Александра Владимировна (1864—1899), дочь Владимира Васильевича Трубецкого. Вторая (с 1902) — Наталия Николаевна (1870—?), дочь минского губернатора Николая Николаевича Трубецкого.
От первого брака имел четырёх детей:
- Николай (1889—1942) — выпускник юридического факультета Московского университета, после революции — преподаватель английского языка, был женат на Екатерине Петровне Деревицкой, дочери генерал-лейтенанта П. А. Деревицкого; подвергался репрессиям, посмертно реабилитирован;
- Наталия (1891—1968), была замужем за Андреем Александровичем Оболенским, после революции эмигрировала с семьёй в Бельгию;
- Ольга (1893 — ок. 1938), была замужем за Дмитрием Владимировичем Спечинским, в начале 1920-х годов перешла в католичество, позже была пострижена в монахини под именем Маргарита Мария[5]; подвергалась репрессиям;
- Кирилл (1897—?).